# Sophora mollis
Sophora mollis är en ärtväxtart som först beskrevs av John Forbes Royle, och fick sitt nu gällande namn av John Gilbert Baker. Sophora mollis ingår i släktet soforor, och familjen ärtväxter.

## Underarter
Arten delas in i följande underarter:
- S. m. duthiei
- S. m. griffithii
- S. m. mollis